# Млинськ (Поморське воєводство)
Млинськ (пол. Młyńsk, нім. Mlinsk) — село в Польщі, у гміні Каліська Староґардського повіту Поморського воєводства.
У 1975-1998 роках село належало до Гданського воєводства.